# Гонтарський Василь
Васи́ль Гонта́рський (10 липня 1964, Київ — 19 лютого 2007, Київ) — український співак і музикант, автор пісень та ідейний натхненник гурту «Вася Club».

## Життєпис
1981 — закінчив київську школу № 201.
1985—1987 — служба в Радянській армії, строй-бат, начальник їдальні.
Закінчив Київський державний інститут театрального мистецтва імені Івана Карпенка-Карого. Педагог — Рушковський Микола Миколайович.
1989—1990 — працював у Москві конферансьє.
1991 — став дипломантом II фестивалю «Червона Рута» (Запоріжжя).
Мав дружину, з якою познайомився під час навчання у КНУТКТ. Прожив з нею у шлюбі шість років. Розлучився. Після розлучення подорожував і мандрував. Зокрема на півострові Ямал влаштувався в бригаду (тоді з материкової Росії тягнули залізницю до Північного океану). Через брак музикантів у тій місцевості, грав на весіллях свої пісні.
2001 — заснував гурт «Вася Club».
Одна із композицій авторства Василя увійшла у саундтрек до фільму режисера Івана Кравчишина «Прорвемось!» про події Помаранчевої революції.
Останньою роботою Василя Гонтарського стала участь в дубляжі данського мультфільму «Теркель і Халепа», що став одним із лідерів прокату у листопаді 2006 р.
В останні роки мав пристрасть до опію та міцних спиртних напоїв.
Помер 19 лютого 2007 р. Тіло виявили родичі у власному помешканні Василя на вулиці Марини Цвєтаєвої. Ймовірна причина смерті — серцевий напад.
Похований у Житомирі поруч із могилою матері.

## Дискографія
- 2002 — «Хіпан»
- 2004 — другий альбом «Конокрад»
- 2005 — участь у фільмі «Прорвемось»
- 2006 — сольний альбом «Вася і Хобот» (спільно з Юрієм Галініним)